# Würzöl
Würzöle sind Pflanzenöle, die durch Zugabe von Gewürzen und Kräutern aromatisiert wurden. Dabei gehen durch Mazeration auch flüchtige Aromen ins Öl über, werden gebunden und so konserviert.
Würzöle verschiedener Zusammensetzung sind traditioneller Bestandteil vieler Länderküchen. In Südeuropa werden sie meist mit Olivenöl hergestellt und enthalten Kräuter wie Rosmarin, Salbei, Thymian oder Lorbeer, in Asien, besonders in China, ist mit Chili aromatisiertes Sojaöl verbreitet. In Deutschland werden Würzöle auch auf der Basis von Rapsöl oder Kokosöl hergestellt.

## Herstellung
Zur Herstellung von Würzöl werden meist frische Kräuter, Chilischoten oder Knoblauch einzeln oder kombiniert vollständig mit Pflanzenöl bedeckt und luftdicht verschlossen. Anschließend muss das Öl kühl und dunkel mehrere Wochen ziehen und wird schließlich zum Gebrauch durch ein Sieb in eine Flasche umgefüllt. Die verwendeten Gefäße müssen gründlich gereinigt und völlig trocken sein. Je nach Ölsorte kann Würzöl mehrere Jahre haltbar sein.

## Haltbarkeit
Bei der Herstellung von Würzölen kann es zu unerwünschter Gärung und damit zur Bildung von gefährlichen Bakteriengiften kommen (Botulismus), besonders bei Verwendung von Knoblauch oder Kräutern, deren Oberfläche nach dem Säubern nicht vollständig abgetrocknet war. Falls von den eingelegten Gewürzen Blasen aufsteigen oder der Behälter beim ersten Öffnen unter Druck steht, ist das Würzöl verdorben und sollte keinesfalls verwendet werden.